# Skedenæb
Skedenæbbet (Chionidae) er inden for mågevadefuglenes orden. Typen sortnæbbet skedenæb (Chionis minor) yngler på subantarktiske øer i Det indiske Ocean og i Sydatlanten. Typen gulnæbbet skedenæb (Chionis albus) yngler på Den Antarktiske Halvø, og tager tit til det sydlige Sydamerika og Falklandsøerne om vinteren.

## Udseende
Skedenæbbet har en tyk snehvid fjerdragt, der gør den ligner tykmavede duer eller høns. Den har en kroget brunt næb med rynker rundt om. Skedenæbbet har små sorte øjne og to brune klør stikkende ud som ben. Den hedder en skedenæb fordi næbroden er dækket af en hornskede.

## Føde
Skedenæbbet kaldes også for antarktis' skraldefugl. De spiser efterladenskaber fra sælens fødsler som blod og moderkage. De spiser også gerne frisk sælafføring, hvis de støder på det. Hvis skedenæbbet bor hos pingvinerne, spiser den pingviners opkast, knuste æg og døde unger. Kulden bevarer affaldet, og nedbrydningen tager derfor lang tid. Skedenæbbet er med til at sørge for at nedbrydningen sker langt hurtigere. Hvis skedenæbbet ikke fandtes på Antarktis, ville Antarktis være knap så hvidt som det er nu.

## Andre fakta
Skedenæbbet er udmærket flyvere, men kan hverken svømme eller dykke efter føde, fordi de ingen svømmehud har. Det er også den eneste fugl i Antarktis, der ikke har svømmehud imellem tæerne.